# Helena Casas Roigé
Helena Casas Roigé (Vila-seca, 24 de juliol de 1988) és una ciclista de pista catalana de l'equip Catalunya Track Cycling Team, especialitzada en proves de velocitat.
Ha batut diversos rècords d'Espanya, en les modalitats de velocitat dels 200 (11,9 s) i 500 metres (35,8 s) i ha guanyat nombrosos títols de Campiona d'Espanya diverses vegades en totes les categories. L'any 2009 es va situar entre les 10 millors del món de la seva especialitat, i el 2016 va guanyar la medalla de plata al Campionat d'Europa de velocitat per equips

## Palmarès
- 2007
  -  Campiona d'Espanya en Velocitat
  -  Campiona d'Espanya en 500 m. contrarellotge
- 2008
  -  Campiona d'Espanya en Velocitat
  -  Campiona d'Espanya en 500 m. contrarellotge
- 2009
  -  Campiona d'Espanya en Velocitat
  -  Campiona d'Espanya en 500 m. contrarellotge
  -  Campiona d'Espanya en Keirin
  - 1a als Tres dies d'Aigle
- 2010
  -  Campiona d'Espanya en Velocitat
  -  Campiona d'Espanya en Velocitat per equips (amb Alba Díez)
  -  Campiona d'Espanya en 500 m. contrarellotge
  -  Campiona d'Espanya en Keirin
  - 1a als Tres dies d'Aigle
- 2011
  -  Campiona d'Espanya en Keirin
- 2012
  -  Campiona d'Espanya en Velocitat
  -  Campiona d'Espanya en Keirin
- 2013
  -  Campiona d'Espanya en Velocitat
  -  Campiona d'Espanya en Keirin
  - 1a a la Copa Mèxic en Velocitat per equips (amb Tania Calvo)
- 2014
  -  Campiona d'Espanya en Velocitat
- 2016
  - Medalla de plata al Campionat d'Europa en Velocitat per equips (amb Tania Calvo)
  -  Campiona d'Espanya en Velocitat
  -  Campiona d'Espanya en Keirin
- 2017
  -  Campiona d'Espanya en Velocitat
  -  Campiona d'Espanya en 500 m. contrarellotge
- 2018
  -  Campiona d'Espanya en Keirin
  -  Campiona d'Espanya en Velocitat per equips (amb Maria Banlles)
- 2019
  -  Campiona d'Espanya en Keirin
  -  Campiona d'Espanya en Velocitat per equips (amb Diana Pérez)
- 2020
  -  Campiona d'Espanya en Keirin
  -  Campiona d'Espanya en Velocitat
  -  Campiona d'Espanya en 500 m. contrarellotge
  - Bronze al Campionat d'Europa de Pista en Keirin
- 2021
  -  Campiona d'Espanya en Velocitat
  - 2a en 500m contrarrellotge a la Copa de les Nacions de Hong-Kong

### Resultats a laCopa del Món
- 2012-2013
  - 2a a Glasgow, en Velocitat per equips (amb Tania Calvo)
- 2014-2015
  - 3a a Cali, en Velocitat per equips (amb Tania Calvo)
- 2015-2016
  - 3a a Hong Kong, en Velocitat per equips (amb Tania Calvo)
- 2016-2017
  - 1a a Glasgow i Apeldoorn, en Velocitat per equips (amb Tania Calvo)
  - 3a a Cali, en Velocitat per equips (amb Tania Calvo)
- 2020
  - 2a a Milton en Keirin